# Burg Castrisch
Die Burg Castrisch ist die Ruine einer Höhenburg bei Castrisch (Gemeinde Ilanz/Glion) im schweizerischen Kanton Graubünden.

## Lage
Die spärlichen Ruinen der ehemaligen Burg von Castrisch liegen im Osten des Dorfes etwas erhöht bei 820 m ü. M. auf einem langgestreckten Felssporn oberhalb der Strasse von Castrisch nach Valendas. Sie können über eine schmale Fahrstrasse gut erreicht werden. An die Burg erinnert heute noch der Ortsname Castrisch (von castrum „Burg“) sowie der Flurname Casti unmittelbar bei der Ruine.

## Anlage
Zu unterscheiden sind immer noch zwei Teile. Von einem höher gelegenen Trakt im Westen sind nur noch vereinzelte Reste eines parallel verlaufenden Mauerzugs vorhanden, bei denen es sich um die Reste eines Berings bzw. eines Zwingers handeln könnte. Innerhalb dieser Mauern scheinen verschiedene Gebäude gestanden zu haben, von denen jedoch nichts mehr zu erkennen ist. Durch den Graben ganz im Westen verläuft heute eine Waldstrasse.
Der östliche, tiefer liegende Teil war von einer der Geländekante folgenden Mauer umgeben. Etwa im Zentrum des Plateaus liegen die noch erkennbaren Ruinen einer der St. Michael geweihten Kirche mit einem Grundriss von circa 14 auf 7 Metern, deren Inneres stark überwachsen und mit Schutt gefüllt ist. Ganz im Osten, wo ein dickes Mauerfragment (nicht mehr sichtbar) auf einen Turm hindeutete, steht jetzt die Hütte eines Schützenvereins. In der Nordostecke wurden bei wilden Grabungen menschliche Gebeine aus dem damaligen Friedhof gefunden.

## Geschichte
Schriftliche Unterlagen über Entstehung der Burg als solche fehlen, Grundstücke in Castrice werden jedoch schon im Testament von Tello erwähnt. Im Reichsguturbar von 842 erscheinen die Dorfkirche und der Zehnte von Castrisch als Reichsbesitz, was auf ein frühmittelalterliches Kirchenkastell hinweist, das später zur Feudalburg erweitert wurde.
Die Edelfreien von Castrisch erscheinen in den so genannten Gamertingerurkunden von 1137, erwähnt werden Hugo et Heinricus de Castrisis. Sie gehören somit zu den am frühesten bezeugten Adelsfamilien Rätiens. Dies lässt auf die Existenz einer Feudalburg schliessen, die damals schon bestand und vielleicht schon im 10. Jahrhundert errichtet worden ist. 
Die Herkunft der im 13. Jahrhundert erscheinenden nicht mehr edelfreien Herren von Castrisch ist nicht mehr auszumachen; ihr Name scheint sich nur von ihrem Wohnsitz herzuleiten. Im 14. Jahrhundert erscheint die Burg von Castrisch als Besitz der Herren von Belmont. Adelheid von Montalt geb. Belmont urkundete 1371: der geben ist uff der vesti ze Caestris.
Nach dem Tod des letzten Belmonters Ulrich Walter am 11. Juli 1371 kaufte Ulrich Brun von der Witwe Floribella von Sax die Pfandrechte an der burg ze Caestris. 1380 tauschte er seine Ansprüche gegen diejenigen an der Burg von Domat/Ems mit Elisabeth von Sax-Rhäzüns. 1390 trat Elisabeth ihre Rechte an Dorf und Feste Castrisch an den Bischof von Chur ab, erhielt sie jedoch als Lehen zurück. 1410 erscheint die Burg im Bouch der Vestinen: Item die vesti Caestris uff muntinen ist och lehen vom Gotzhus.
Die Sax-Misox verfügten, dass nach ihrem Aussterben die Gotteshausleute zu dem schlosz Kästris und zue der burg und herrschaft greiffen dürften. 1483 kaufte der Gotteshausbund von Peter von Sax-Misox die Herrschaften Belmont und Castrisch. Zu Ulrich Campells Zeit um 1550 war die Burg bereits Ruine.

## Galerie

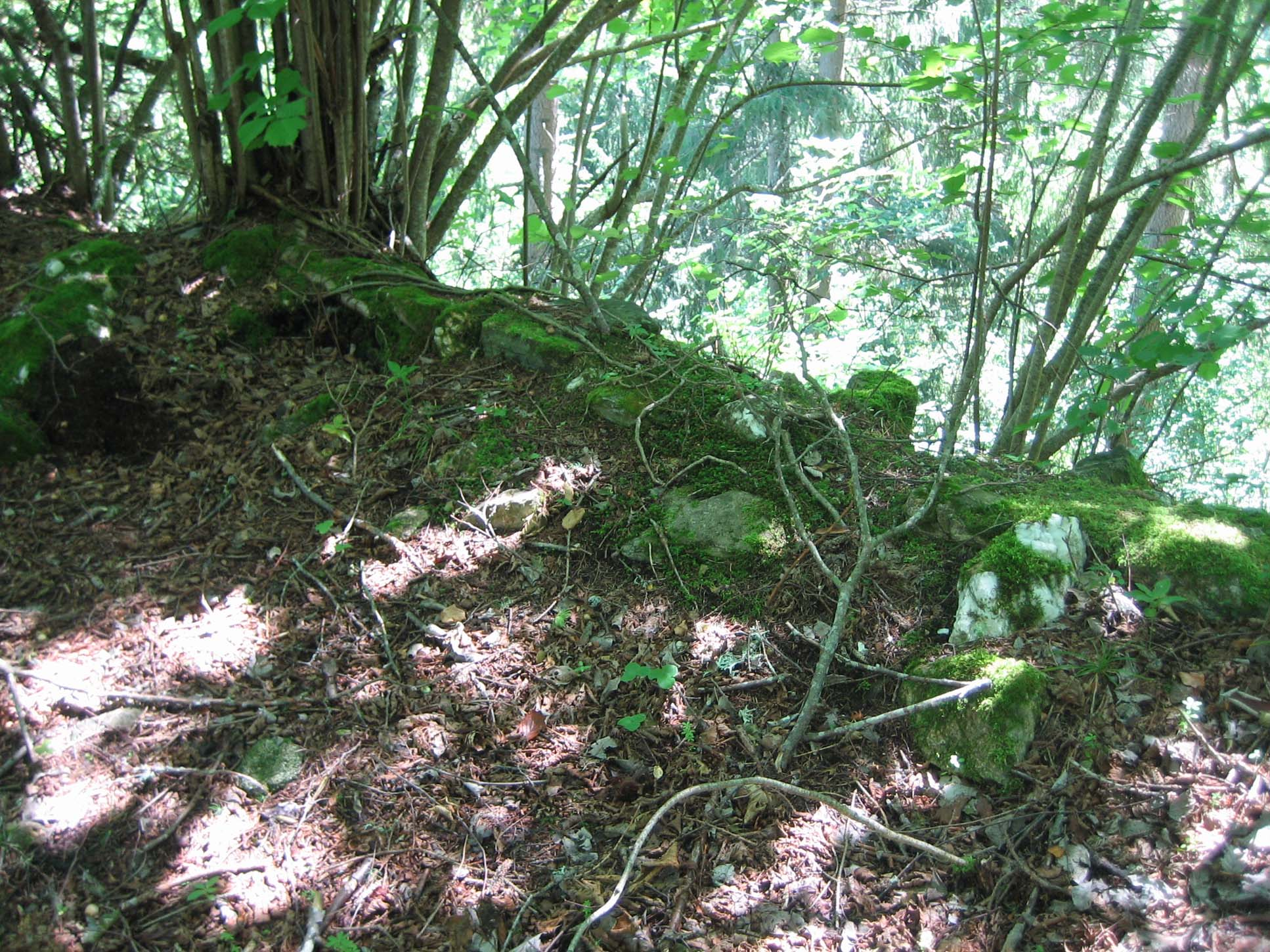
Beringrest
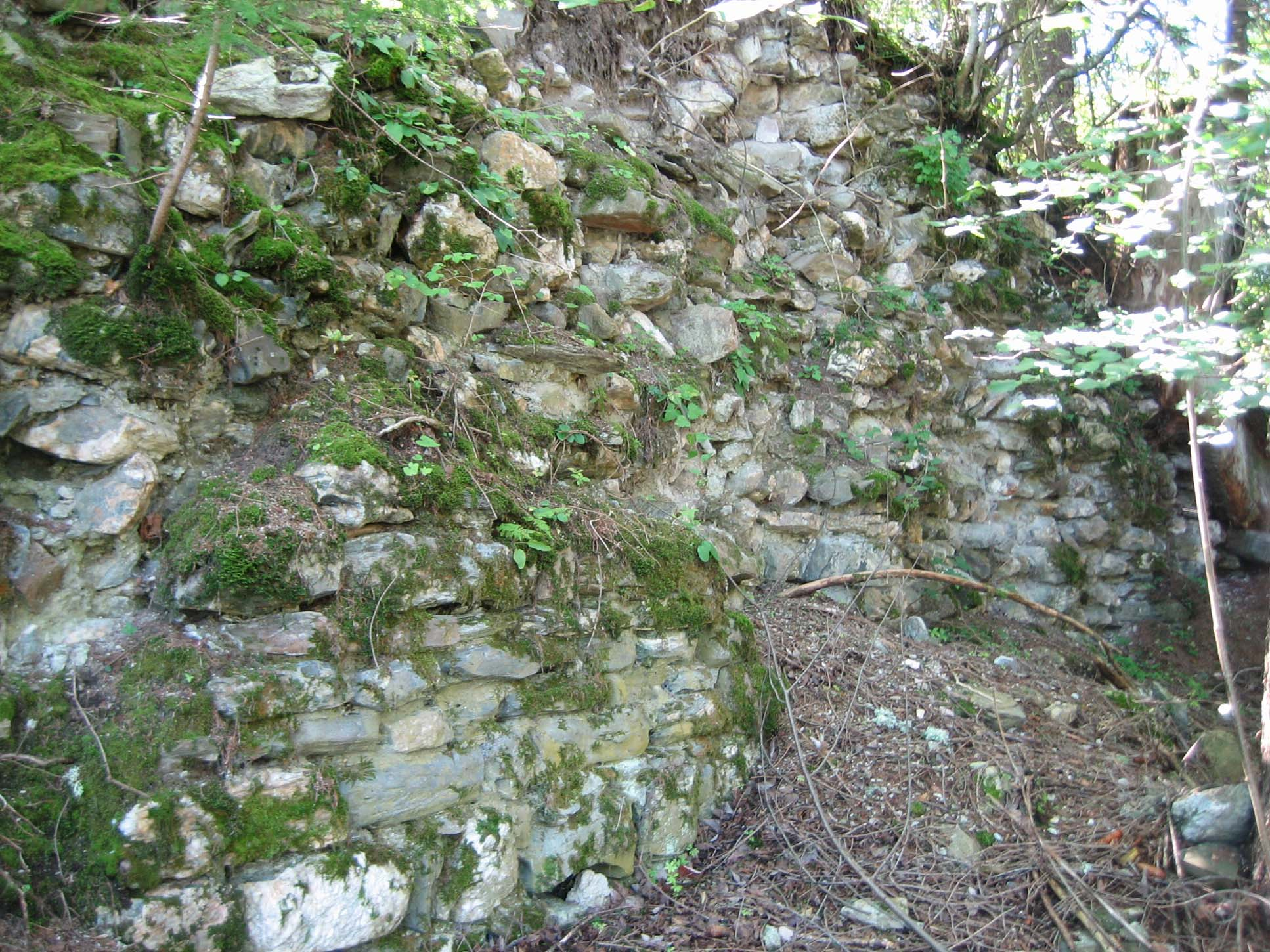
Fundament der Westmauer
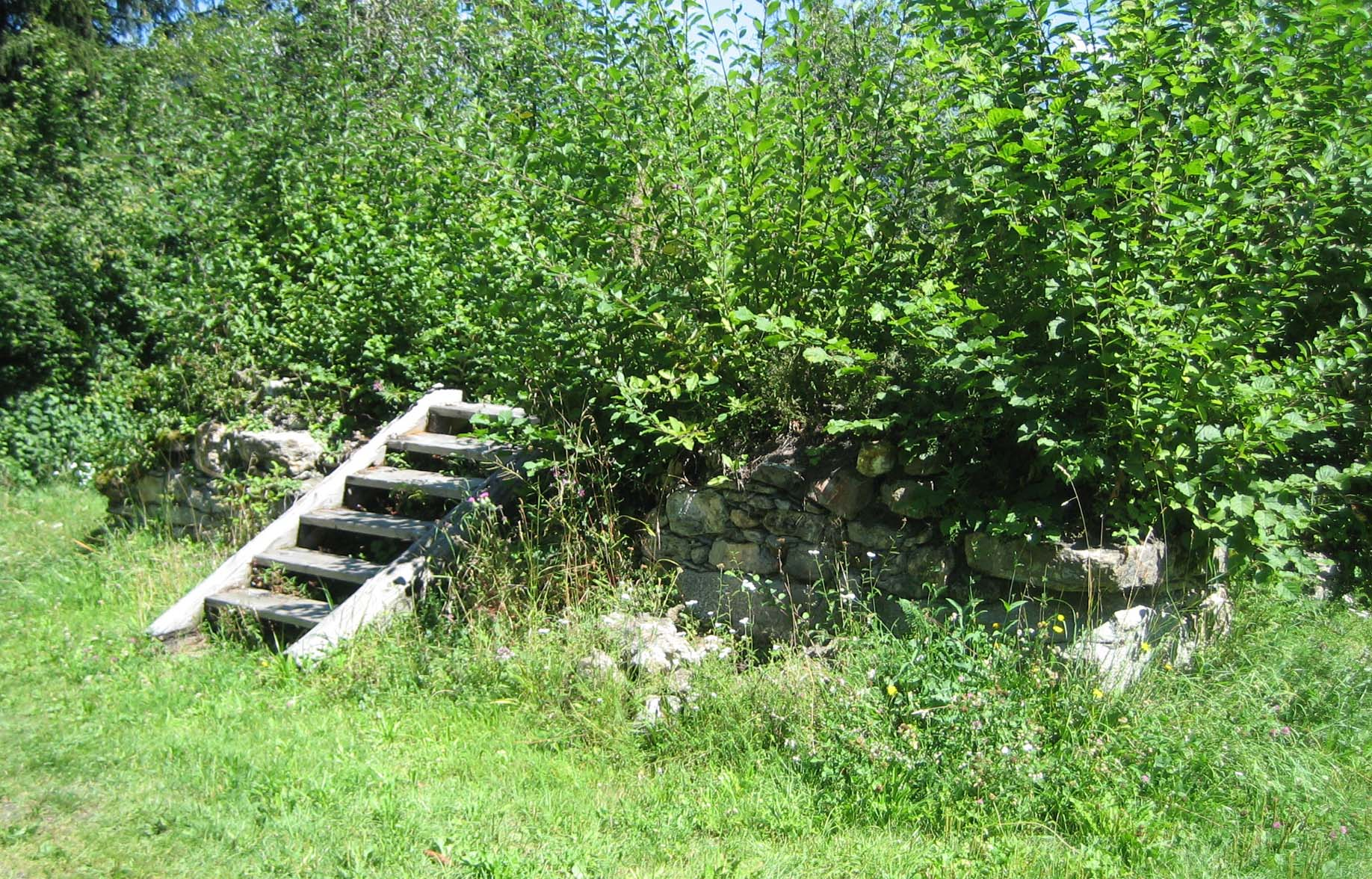
Ruine der St. Michaelskirche